# Википедија на сундском језику
Википедија на сундском језику је верзија Википедије на сундском језику, слободне енциклопедије, која данас има 62.013 чланака и заузима на листи Википедија 76. место.